# Всеобщие выборы на Кубе (1958)
Всеобщие выборы на Кубе прошли 3 ноября 1958 года. На выборах победил Андрес Риверо Агуэро, которого поддерживал Фульхенсио Батиста. Однако в результате Кубинской революции Андрес Риверо так никогда и не смог занять президентский пост.

## Результаты
Официальные результаты были объявлены 20 ноября.

### Президентские выборы
|  | Кандидат               | Партия                                       | Голоса  | %      |
|  | ---------------------- | -------------------------------------------- | ------- | ------ |
|  | Андрес Риверо Агуэро   | Национальная прогрессивная коалиция          | 428 166 | 70,40  |
|  | Карлос Маркес Стерлинг | Народная свободная партия                    | 95 447  | 15,69  |
|  | Рамон Грау             | Кубинская революционная партия («Аутентико») | 75 789  | 12,46  |
|  | Альберто Салас Амаро   | Кубинский союз                               | 8 752   | 1,44   |
|  |                        | Всего                                        | 608 154 | 100,00 |

### Выборы в Палату представителей
Всего избиралось 166 депутатов Палаты представителей. Из них 85 избирались на 4-летний срок, а 81 — на 2-летний.
| Партия                         | Партия                   | Места |
| ------------------------------ | ------------------------ | ----- |
|                                | Прогрессивное действие   | 65    |
|                                | Либеральная партия       | 25    |
|                                | Демократическая партия   | 22    |
|                                | Радикальный союз         | 21    |
|                                | Партия «Аутентико»       | 17    |
|                                | Партия свободного народа | 14    |
|                                | Партия Кубинский союз    | 2     |
| Всего                          | Всего                    | 166   |
| Источник: Diario de la Marina. |                          |       |